# Pencil2D
Pencil2D是一个开源的2D动画软件。能在Windows, Mac OS, and Linux下运行。这个应用程序支持位图与矢量的编辑，可以用来制作不错的2d动画。这个应用程序在GNU General Public License下发布。
Pencil2D使用C++和Qt编写。Pencil是從Patrick Corrieri一个简单的“铅笔试验”计划中誕生的，後來Pascal Naidon看中了它的潛力，將其擴展為一個完整的2D動畫軟件。原本的Pencil在2011年中起因無人維護而廢棄，但是在2013年由Matt Chang以Pencil2D為名，重新啟動開發計畫。